# Teresa Margolles

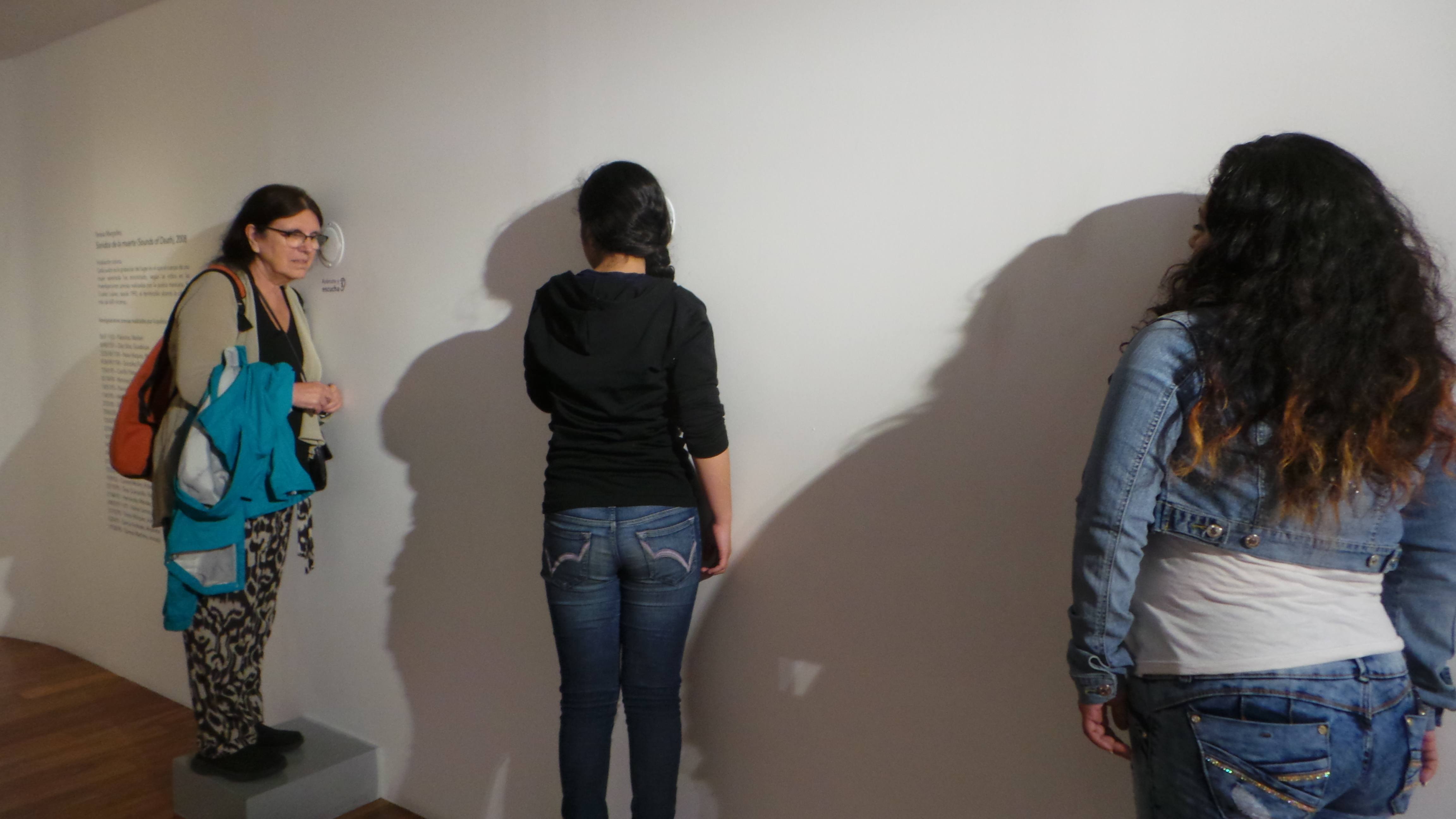
„Dźwięki śmierci/Sounds of Death”, praca Teresy Margolles na wystawie Femicide in Mexico ¡Ya Basta! w Muzeum Pamięci i Tolerancji w Meksyku w 2017

Teresa Margolles (ur. 1963 w Culiacán) – meksykańska artystka konceptualna, fotografka i performerka.

## Twórczość
Teresa Margolles urodziła się w 1963 w mieście Culiacán w Meksyku. Uzyskała dyplom z medycyny sądowej na Narodowym Uniwersytecie Autonomicznym Meksyku oraz studiowała sztukę na Direccion de Fomento a la Cultura Regional del Estado de Sinaloa w  Culiacán w Meksyku.
W swojej twórczości artystycznej zwraca uwagę na różne aspekty śmierci, w tym morderstwa, akty przemocy – bada przyczyny i ich społeczne konsekwencje. Zwykła mówić: Patrząc na zmarłych, widzisz społeczeństwo. Wielokrotnie obiekty, których używa w swojej twórczości, pochodzą bezpośrednio z kostnic, jak krew czy kości. Również cienie lub fragmenty brutalnie zniszczonych budynków stają się obiektami jej działań. 
W swoich najnowszych pracach Margolles skupiła się przede wszystkim na przemocy wobec kobiet zamieszkujących Amerykę Łacińską. Znajdujące się na północnej granicy Meksyku miasto Ciudad Juárez, znane jest z tego, że od ponad dwudziestu lat dokonywane są tam  brutalne morderstwa na kobietach, podczas gdy ich mordercy są bezkarni. Te marginalizowane grupy są nieustannie narażone na przemoc, m.in. są systematycznie przesiedlane z centrum miasta, w których żyją. Artystka przez długi czas ściśle współpracowała z transseksualistkami z Ciudad Juárez, które często są ofiarami takich dyskryminacji i zabójstw z nienawiści. W serii zdjęć Pista de Baile  z 2015 Margolles przedstawiła transpłciowe prostytutki stojące wśród ruin zniszczonych parkietów nocnych klubów. Jedna z tych kobiet, Karla, z którą Margolles chciała zorganizować grę w pokera z prostytutką ze Szwajcarii na Manifesta 11 (w 2016), została zamordowana pod koniec 2015 roku. 
Laureatka holenderskiej nagrody Prince Claus Award oraz Artes Mundi przyznawanej w Walii. Obie otrzymała w 2012.  
W 2009 jej prace były pokazywane w Pawilonie Meksykańskim na 53. Biennale Sztuki w Wenecji. W maju 2019 ponownie brała udział w 58. Biennale Sztuki w Wenecji. 

## Wybrane wystawy
- 2019: Museo de la Solidaridad Salvador Allende (MSSA), Santiago de Chile, Chile; Museo de Arte Moderno de Bogotá (MAMBO), Bogota, Kolumbia; BPS22, Charleroi, Belgia; 58. Biennale Sztuki w Wenecji, Wenecja, Włochy[5][6]
- 2018: DAAD, Berlin, Niemcy; Witte de With, Rotterdam, Holandia; PAC Padiglione d'Arte Contemporanea, Mediolan, Włochy
- 2017: Musée d’art Contemporain, Montreal, Kanada
- 2016: Museo de la Ciudad de Queretaro, Queretaro, Meksyk; Manifesta 11, Europejskie Biennale Sztuki Współczesnej, Zurych, Szwajcaria[2]
- 2015: Neuberger Museum of Art, Purchase, Nowy Jork, USA
- 2014: Migros Museum für Gegenwartskunst, Zurych, Szwajcaria; Centro de Arte Dos de Mayo, Madrid, Hiszpania;
- 2012: Prince Claus Fund, Amsterdam, Holandia; Museo Universitario de Arte Contemporáneo (MUAC), Meksyk, Meksyk; PM 2010/2012 (Strony tytułowe meksykańskiego dziennika PM7) 7. Berlin Biennale w Berlinie, Niemcy[7]
- 2011: Museo de Arte Moderno, Meksyk, Meksyk; Museion, Bolzano, Włochy
- 2010: Kunsthalle Fridericianum, Kassel, Niemcy
- 2009: 53. Biennale Sztuki w Wenecji, Pawilon Meksykański, Wenecja, Włochy[4]

## Literatura
- Kittelmann, Udo & Klaus Görner (2004) Teresa Margolles. Muerte sin fin, Ostfildern-Ruit, ISBN 978-3-7757-1473-0 (hiszp.)
- Margolles, Teresa (2011) Margolles, Teresa. Frontera, Walther König, Cologne, ISBN 978-3-86560-976-2 (hiszp.)
- Downey, Anthony (2009) 127 Cuerpos: Teresa Margolles and the Aesthetics of Commemoration, Lund Humphries, London, ISBN 978-1-84822-016-4
- Scott Bray, R (2007) En piel ajena: The work of Teresa Margolles, Law Text Culture 11(1), pgs. 13-50, URL: http://ro.uow.edu.au/ltc/vol11/iss1/2/
- Downey, Anthony (2012) In the Event of Death: Teresa Margolles and the Life of the Corpse, in Artes Mundi 5, pp. 62–66
- Heartney, Eleanor; Posner; Princenthal; Scott (2013) The Reckoning: Women Artists of the New Millennium, published by Prestel Verlag, pp. 206 – 213, ISBN 978-3-7913-4759-2
- Sileo, Diego. (2019) Teresa Margolles: Ya Basta Hijos de Puta, Silvana Editorale, ISBN 978-8836639168
- Baddeley, Oriana (2007) Teresa Margolles and the Pathology of Everyday Death, Dardo, 5. pp. 60-81. ISSN 1886-0893